# تترای دندان‌خمیده
تترای دندان‌خمیده یا تترای دندان‌برگشته (با نام علمی: Exodon paradoxus) تنها عضو از سرده اکسودون و یک ماهی آب شیرین از خانواده تتراسانان (خانواده کاراسین‌ها) از راسته تتراسانان است. بومی حوضه آمازون و گویان است. اگرچه اولین بار در سال ۱۸۴۵ توصیف شد، اما تا سال ۱۹۳۲ توسط تجارت آکواریوم وارد و توزیع نشد.
این گونه دارای ظاهر تترای دراز معمولی است. رنگ آن برنزه روشن با دو لکه مشکی مشخص (یکی قبل از دم و دیگری زیر باله پشتی) است. باله پشتی قرمز روشن است. نام "دندان خمیده (bucktooth)" ظاهر ماهی را توصیف نمی‌کند، زیرا تتراهای دندان خمیده هیچ نشانه ای از داشتن دندان ندارند. دلیل اصلی آن درنده بودن این گونه است. حداکثر طول کلی آن تقریباً ۱۲ سانتیمتر است.
رژیم غذایی طبیعی ماهی شامل بی مهرگان کوچک، ماهی‌های دیگر و گیاهان است. این گونه ماهی مناسبی برای نگهداری با سایر تتراها نیست، زیرا ماهی‌های کوچک را می‌خورد، و همچنین نگهداری آن با گونه‌های بزرگتر توصیه نمی‌شود، چون یک لپیدوفاژ بدنام است. بهتر است به تنهایی در مخازن بزرگ که به‌خوبی در آنها گیاه کاشته شده نگهداری شود که پوشش حفاظتی کافی برای سایر گونه‌ها فراهم می‌کند. آنها را بهتر است در دسته‌های هشت تایی یا بیشتر نگهداری کرد. در یک دسته کمتر از هشت نفر احتمال حمله و درگیری با یکدیگر وجود دارد در نهایت منجر به بیماری بر اثر زخم‌های شدید شده و باعث مرگ و میر می‌شود. ولی در غیر اینصورت و به‌صورت کلی ماهی بسیار مقاومی است و می‌تواند بیش از ده سال در آکواریوم خانگی زندگی کند.